# بوگدان تسیمبال

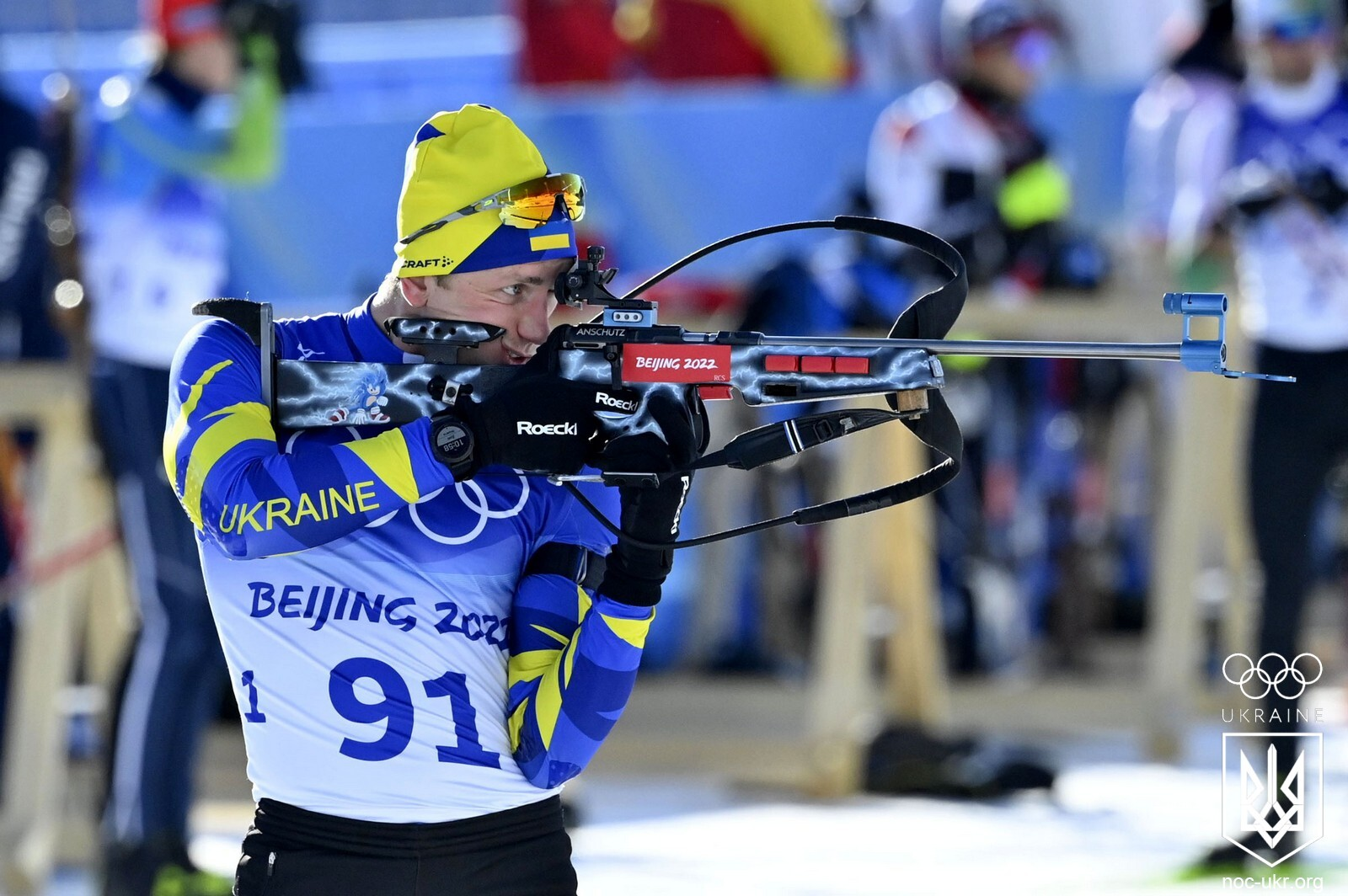
بوگدان تسیمبال ورزشکار اوکراینی در یکی از بازی های خود

بوگدان تسیمبال (انگلیسی: Bogdan Tsymbal؛ زادهٔ ۸ اوت ۱۹۹۷) ورزشکار ورزش دوگانه اهل اوکراین است.